# Anne Genetet

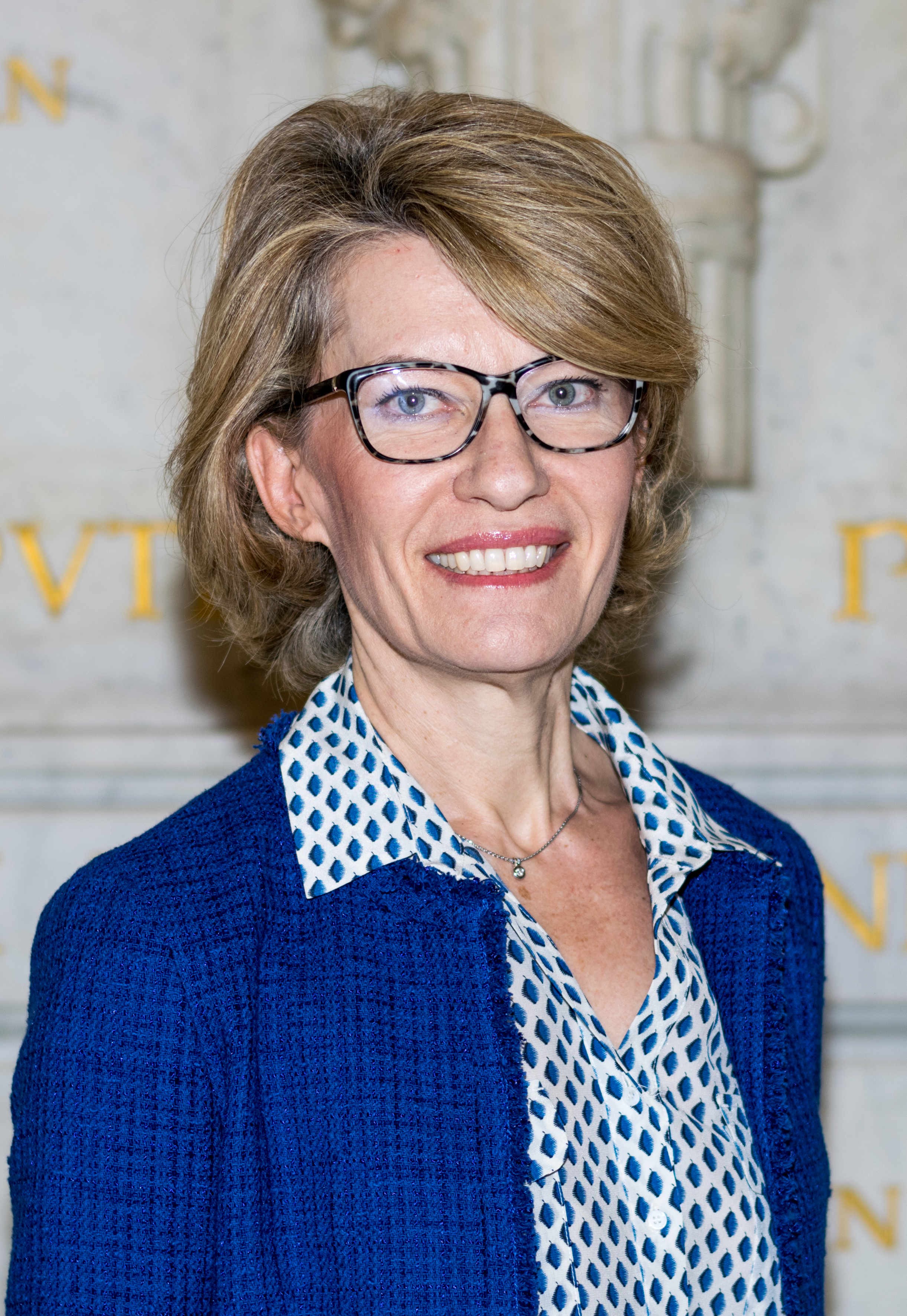
Anne Genetet (2017)

Anne Genetet (* 20. April 1963 in Neuilly-sur-Seine) ist eine französische Politikerin der Partei Renaissance. Von 2017 bis 2024 war sie Abgeordnete in der französischen Nationalversammlung für die Auslandsfranzosen. Von September bis Ende Dezember 2024 war sie Bildungsministerin im Kabinett Barnier.

## Leben
Genetet studierte von 1984 bis 1994 Medizin in Paris (Université Paris-Descartes) und erwarb 2000 ein Diplom in Medizinjournalismus und Kommunikation, wobei sie für die Zeitschrift Impact médecine arbeitete. 
Ab 2005 arbeitete sie für die Gruppe International SOS und danach andere NGO in Singapur, wo sie sich mit den Arbeitsbedingungen des Hauspersonals befasste. Sie beriet ab 2009 professionell westliche Auswandererfamilien in der Beschäftigung von Personal aus den Philippinen. Ab 2017 vertrat sie für die Partei des neu gewählten Staatspräsidenten Emmanuel Macron, La République En Marche, in der Nationalversammlung den 11. Auslandswahlkreis, in dem Wähler zusammengefasst sind, die in 49 Ländern Osteuropas, Asiens und Ozeaniens leben. Im Wahlkampf schlug sie den bisherigen Mandatsinhaber Thierry Mariani (Les Républicains). Bei den Parlamentswahlen 2022 und 2024 wurde sie wiedergewählt. Im Parlament wurde sie die Sekretärin des Verteidigungsausschusses und führte die französischen Parlamentarier im NATO-Parlament.
Im am 21. September 2024 gebildeten Kabinett von Premierminister Michel Barnier wurde Genetet Bildungsministerin. Mehrere Lehrerverbände kritisierten ihre Ernennung und beklagten, Genetet habe weder einschlägige Kenntnisse noch Erfahrung im Bereich der Bildungspolitik.
Sie ist verheiratet und hat vier Söhne.

## Einzelbelege
1. ↑  Joris Zylberman: Anne Genetet : "Donner une majorité à Emmanuel Macron". In: Asialyst. 31. Mai 2017, abgerufen am 22. September 2024 (französisch).
2. ↑  Asie, Océanie et Europe orientale : vers un front commun contre Anne Genetet ? In: Journal des Français à l’étranger. 26. Mai 2022, abgerufen am 22. September 2024 (französisch).
3. ↑  Assemblée nationale: Composition. Abgerufen am 22. September 2024 (französisch).
4. ↑  Gouvernement de Michel Barnier : découvrez la liste complète des 39 ministres et secrétaires d’Etat. In: francetvinfo.fr. 21. September 2024, abgerufen am 21. September 2024 (französisch).
5. ↑  «  Quelqu’un qui ne connaît strictement rien à l’Éducation » : la nomination d’Anne Genetet critiquée par les syndicats. In: leparisien.fr. 22. September 2024, abgerufen am 22. September 2024 (französisch).
6. ↑  Mon parcours. In: annegenetet.fr. 18. Oktober 2017, abgerufen am 22. September 2024 (französisch).

| Personendaten    | Personendaten            |
| ---------------- | ------------------------ |
| NAME             | Genetet, Anne            |
| KURZBESCHREIBUNG | französische Politikerin |
| GEBURTSDATUM     | 20. April 1963           |
| GEBURTSORT       | Neuilly-sur-Seine        |